# Uhlířská Lhota

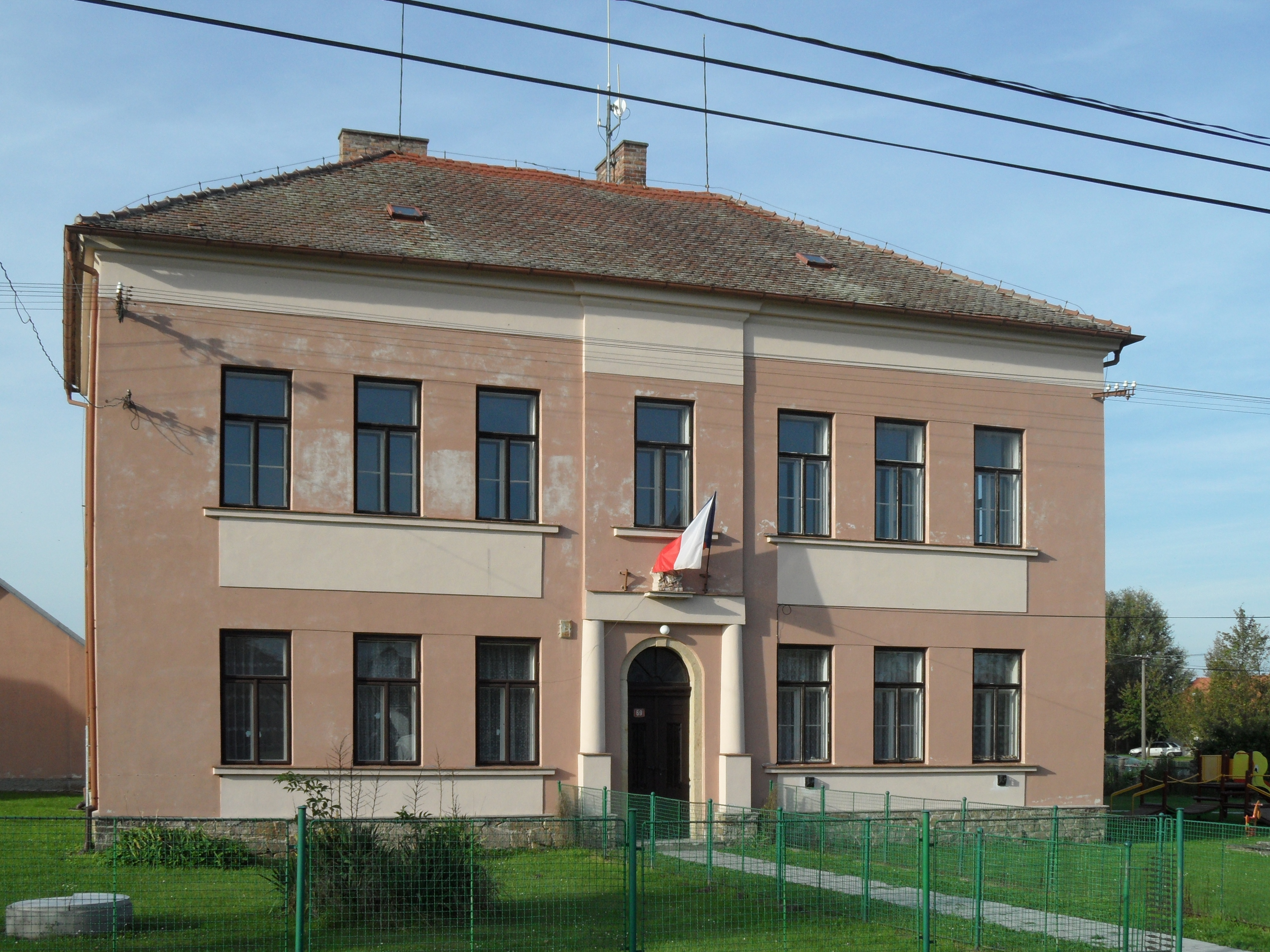
Alte Schule in Uhlířská Lhota, Sitz des Gemeindeamtes

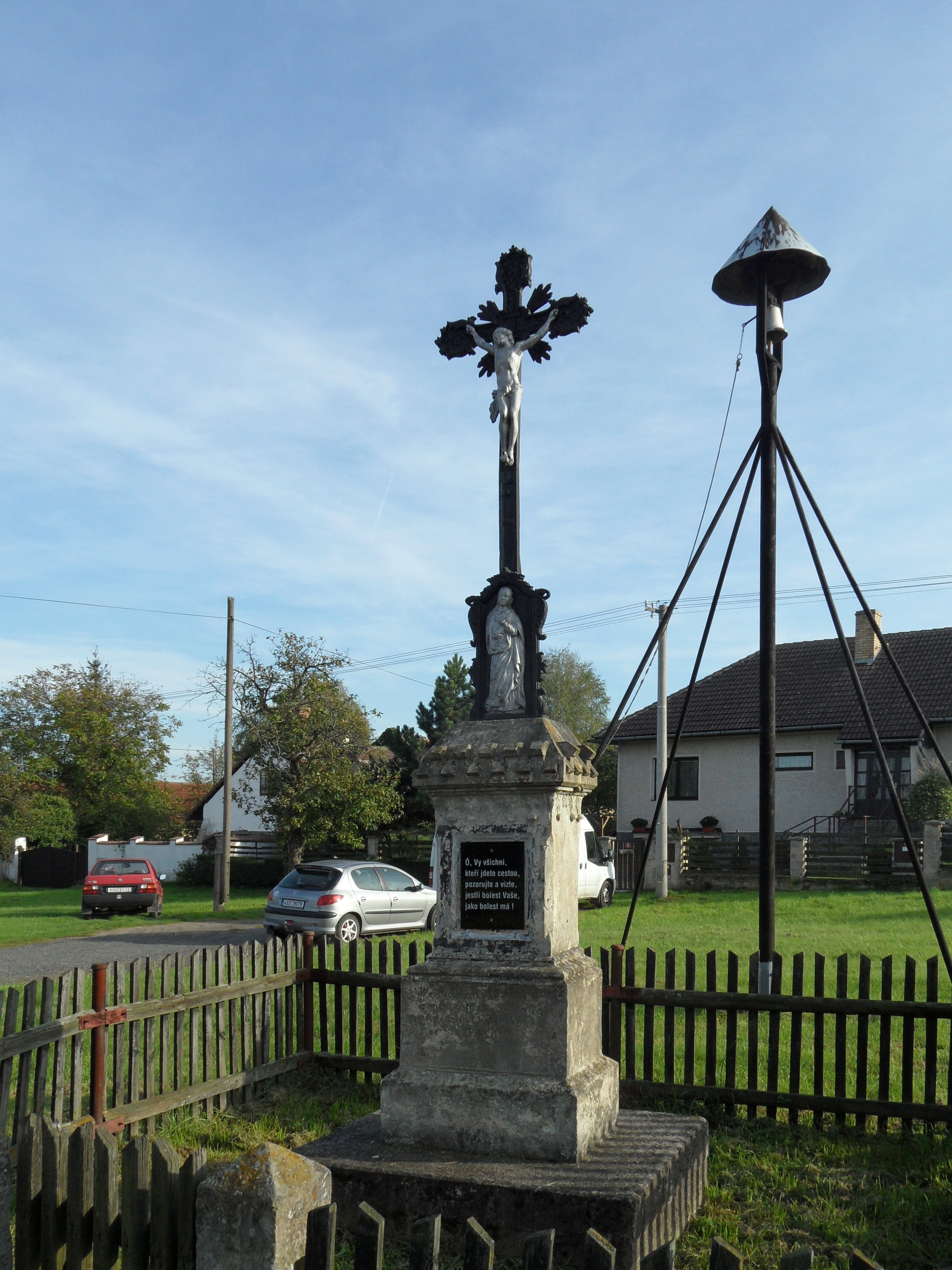
Wegkreuz und Dorfglocke in Uhlířská Lhota

Uhlířská Lhota (deutsch Lhota Uhliřska, 1939–45 Köhlerlhota)  ist eine Gemeinde in Tschechien. Sie liegt fünf Kilometer nordöstlich von Týnec nad Labem und gehört zum Okres Kolín.

## Geographie
Uhlířská Lhota befindet sich in der Středolabské tabule (Tafelland an der mittleren Elbe). Östlich des Dorfes fließt der Graben Černá strouha; westlich entspringt die Svárava. Durch den Ort führt die Straße II/327 zwischen Týnec nad Labem und Chlumec nad Cidlinou.
Nachbarorte sind Radovesnice II und Rozehnaly im Norden, Rasochy im Nordosten, Bílé Vchynice und Hlavečník im Osten, Selmice im Südosten, Labské Chrčice und Svárava im Süden, Krakovany im Südwesten, Božec im Westen sowie Lipec im Nordwesten.

## Geschichte
Das Dorf wurde nach dem Lhotensystem gegründet und gehörte zu den Besitzungen des Klosters Sedlec.
Nach der Entdeckung der Kuttenberger Silberlagerstätten wurden in Lhota Kohlenbrenner ansässig, die den Bergbau und die Hütten mit Holzkohle belieferten. Während der Hussitenkriege wurde das Dorf dem Zisterzienserkloster entzogen. Die erste urkundliche Erwähnung von Uhlířská Lhota erfolgte 1436, als König Sigismund das Teinitzer Gut mit dem Städtchen Tajnec sowie den zugehörigen Dörfern dem Vanek von Miletínek überschrieb. Im 16. Jahrhundert erwarben die Herren von Pernstein das Dorf. Als Jaroslav von Pernstein 1560 die Herrschaft Kunburg an König Ferdinand I. verkaufte, gehörte Uhlířská Lhota zu deren Gütern. Nach der Zerstörung der Burg wurden deren Ländereien der Herrschaft Pardubitz zugeschlagen.
Im Jahre 1835 bestand das im Chrudimer Kreis gelegene Dorf Lhota Uhliřska bzw. Uhliřowa aus 46 Häusern, in denen 262 Personen, darunter 16 protestantische und eine jüdische Familie lebten. Im Ort gab es eine Privatschule. Katholischer Pfarrort war Elbe-Teinitz. Bis zur Mitte des 19. Jahrhunderts blieb Lhota Uhliřska der k.k. Kameralherrschaft Pardubitz untertänig.
Nach der Aufhebung der Patrimonialherrschaften bildete Uhlířská Lhota ab 1849 eine Gemeinde im Gerichtsbezirk Chlumetz. Ab 1868 gehörte die Gemeinde zum Bezirk Neubydžow. Zwischen den Weltkriegen etablierte sich in Uhlířská Lhota der Anbau und die Trocknung von Heilkräutern. Im Jahre 1932 hatte das Dorf 376 Einwohner. Im Zuge der Gebietsreform von 1960 wurde Uhlířská Lhota dem Okres Kolín zugeordnet. 1961 erfolgte die Eingemeindung von Rasochy. Ende der 1970er Jahre entstand in Uhlířská Lhota die Idee eines Treffens der Ortschaften, die den Namen Lhota oder Lehota tragen. Das erste Treffen fand 1980 während der Ferien in Uhlířská Lhota statt, seit 1981 wird der Sjezd Lhot a Lehot jährlich an wechselnden Orten in Tschechien und der Slowakei abgehalten. Die Schulen in beiden Ortsteilen wurden in der zweiten Hälfte des 20. Jahrhunderts geschlossen.

## Gemeindegliederung
Die Gemeinde Uhlířská Lhota besteht aus den Ortsteilen Rasochy (Rasoch) und Uhlířská Lhota, die zugleich auch Katastralbezirke bilden.

## Sehenswürdigkeiten
- Kirche des hl. Gallus in Rasochy, Kulturdenkmal
- Denkmal für die Gefallenen des Ersten Weltkrieges in Uhlířská Lhota
- Wegkreuz und Dorfglocke auf dem Dorfplatz von Uhlířská Lhota